# 杜正倫
杜正倫（?—?），唐朝高宗时的宰相。杜正伦生年不详，是相州（河北邯郸市）人。

## 生平
隋朝隋文帝仁寿年间，杜正伦與其兄杜正玄、杜正藏通过了科举。隋代举秀才止十余人，杜正伦一家已有三秀才，时甚称道。杜正伦精于文学，特别精通解释经典。在隋朝为羽骑尉。唐高祖建立唐朝取代隋朝，杜正伦为齊州（今山东济南市）总管府录事参军。唐高祖的儿子秦王李世民闻其名，令他入直秦府文学馆。
626年，李世民即位为唐太宗。尚书右丞魏徵推荐杜正伦才能古今无比，唐太宗在627年以杜正伦为兵部员外郎。628年，杜正伦为给事中兼知起居注。一次，唐太宗表示：“朕每日坐朝，欲出一言，即思此言于百姓有利益否，所以不能多言。”杜正伦回答：“君举必书，言存左右史。臣职当修起居注，不敢不尽愚直。陛下若一言乖于道理，则千载累于圣德，非直当今损于百姓，愿陛下慎之。”太宗大悦，赐他二百段绢。
630年，杜正伦升迁中書侍郎，中書省的副官。632年，杜正伦和御史大夫韋挺、秘书少监虞世南、著作郎姚思廉都上封事称旨，太宗皇帝为他们设宴答谢他们的诚实与勇敢。杜正伦加官散骑常侍，行太子右庶子，兼崇贤馆学士。让他辅佐皇太子李承乾。636年，他再任中书侍郎，爵南阳县侯，仍兼太子左庶子。杜正伦出入两宫（东宫和太极宫），参典机密，以干练著称。
但不久后杜正伦就陷入了皇帝和太子之间的矛盾。当时，太子腿脚有病，不便行走。所以他不能按时朝见父亲，而经常和近侍小人在一起，做一些轻浮之事。唐太宗对杜正伦说：“我兒的疾病，只是小事。但他全无好名声，没听说他爱贤好善，他所接触的，多是小人，卿可密切观察此事。如果他不听你的劝教，须来告我。”
杜正伦多次劝说太子，建议他规范自己的行为。但太子却不改。杜正伦把皇帝给他说的话告诉了太子，太子接着上表父亲抗辩。唐太宗质问杜正伦：“何故泄露我的话？”杜正伦解释：“他不听我的，所以拿陛下的话震吓他，希望他有所畏惧，改恶从善。”唐太宗依然生气，将杜正伦贬为穀州（今河南洛阳市宜阳县）刺史，不久改任交州（今越南河内市）刺史。 在643年太子联合侯君集谋反之事泄露而被废黜时，杜正伦因为和侯君集关系好，还得到过侯君集赠送的腰带，所以被流放驩州（今越南乂安省榮市）。之後复官，做郢州（今湖北武汉市）和石州（今山西吕梁市）刺史。
656年，太宗的儿子唐高宗授杜正伦为黄门侍郎，兼崇贤馆学士，同中书门下三品。657年，兼度支尚书，仍依旧知政事。不久拜中书令，兼太子宾客、弘文馆学士，进封襄阳县公。他和中书令刘祥道认为应该精简国家官员，唐高宗让他们负责。但是，他们的阻力太大，最终无果而终。 
同时，杜正伦和另一个宰相中书令李义府发生矛盾，李义府是武后的同党，诬告杜正伦结党，唐高宗在658年十二月，将杜正伦贬为橫州（今广西南宁市）刺史，杜正伦不久死在了横州，当时有《杜正伦集》十卷。

## 延伸阅读
[在维基数据编辑]
 在维基文库阅读此作者作品
 《舊唐書·卷70》，出自刘昫《舊唐書》
 《新唐書·卷106》，出自《新唐書》